# Anfiteatro romano di Roselle
L'Anfiteatro romano di Roselle si trova all'interno del comune di Grosseto, presso l'omonimo sito archeologico.

## Storia
L'anfiteatro fu costruito dai Romani durante il I secolo d.C. nell'area sommitale della collina settentrionale su cui si sviluppava l'antica città di Rusellae. Proprio nel luogo in cui sorge l'anfiteatro, sono stati rinvenuti reperti villanoviani e di epoca etrusca del VII-VI secolo a.C..
Durante il periodo altomedievale, l'arena divenne un recinto fortificato, grazie alle costruzioni realizzate utilizzando materiali di spoglio dagli edifici romani in rovina. In questo fortilizio sarebbe da riconoscersi un castrum tardoantico/altomedievale, creato a difesa dei territori bizantini di contro all'avanzata dei Longobardi.
L'area rimase occupata fino almeno al XVI secolo, così come testimoniano i vari frammenti di maiolica arcaica, ingobbiata e graffita, e ceramica d'uso invetriata e smaltata rinvenuti al suo interno.

## Descrizione
La terra tolta per la costruzione dell'arena venne quasi certamente riutilizzata come base per l'erezione degli ordini superiori dei posti.

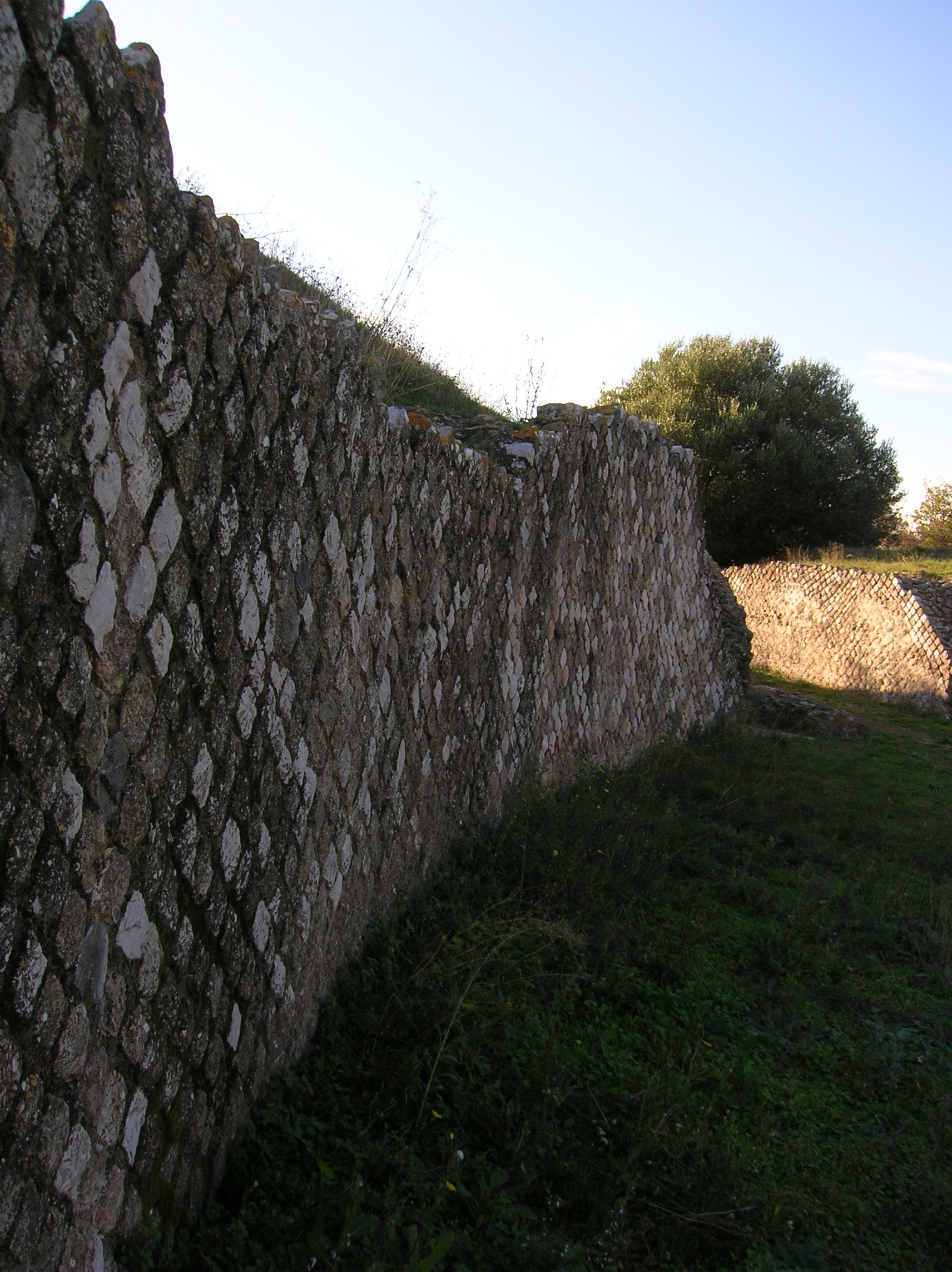
L'opus reticolatum

L'edificio di forma ellittica presenta misure particolarmente ridotte (asse maggiore 38m, asse minore 27m) rispetto a quelle di monumenti simili riscontrabili in altre città romane. Gli accessi sono quattro e diversi per tipologia: quelli situati sull'asse maggiore E-O sono scoperti e delimitati da lunghi muri, mentre i restanti due sono fiancheggiati da murature di minore lunghezza e sono coperti da volte a botte. Lateralmente ai due ingressi E-O si trovano due piccoli vani con copertura a volta a crociera: la tecnica muraria in opus reticulatum con testate a blocchetti regolari suggerisce una datazione agli inizi del I secolo d.C., oltretutto convalidata dal rinvenimento di ceramica sigillata aretina. All'interno dell'arena, lungo l'asse maggiore, sono state scoperte quattro pietre allineate a distanza regolare con dei fori che dovevano servire a dividerla per utilità sceniche.
Alcune murature tardoantiche sono state rinvenute in connessione ad una ricca serie di monete e rappresentano le uniche tracce antropiche tra l'età di Caligola e di Diocleziano.
Dalla fine degli anni ottanta, nel sito archeologico della città etrusco-romana di Roselle, l'anfiteatro romano di epoca augustea ospita l'Estate rosellana, manifestazione incentrata su concerti e spettacoli di danza e di prosa di livello nazionale, grazie all'acustica ancora eccellente. Alcuni spettacoli si tengono proprio nell'orario del tramonto, per esaltare maggiormente le rappresentazioni che si svolgono in uno sfondo suggestivo.